# Adelolecia pilati
Adelolecia pilati är en lavart som först beskrevs av Hepp, och fick sitt nu gällande namn av Hertel & Hafellner. Adelolecia pilati ingår i släktet Adelolecia och familjen Ramalinaceae.  Arten är reproducerande i Sverige. Inga underarter finns listade i Catalogue of Life.